# Eva Zeikfalvy
Eva "Zäta" Zeikfalvy, född 18 april 1967, är en svensk ortopedingenjör och tidigare fotbollsspelare. 
Hon spelade back i Malmö FF och svenska damlandslaget. I början av 1990-talet spelade hon också en period i Tyresö FF.
Efter sin aktiva spelarkarriär utbildade Zeikfalvy sig till ortopedingenjör. Hon återvände 2002 till Malmö FF som tränare för klubbens andralag. 2005 blev hon tränare för damlaget i Husie IF, tillsammans med Lena Videkull.

## Meriter
- Diamantbollen: 1990
- Brons dam-VM 1991
- 69 A-landskamper/2 mål[4][7]

## Klubbar
- Skabersjö IF (–1987)[8]
- Malmö FF (1988–1991, 1994–2001)[8]
- Tyresö FF (1992–1993)[9]